# Adrian Breacker
Adrian Francis Breacker, né le 28 mars 1934 dans le Surrey et mort le 23 février 2023, est un athlète britannique spécialiste du sprint.

## Biographie

### Palmarès
| Date | Compétition                                     | Lieu      | Résultat | Épreuve   | Performance |
| ---- | ----------------------------------------------- | --------- | -------- | --------- | ----------- |
| 1958 | Jeux de l'Empire britannique et du Commonwealth | Cardiff   | 1er      | 4 x 110 y | 40 s 7      |
| 1958 | Championnats d'Europe                           | Stockholm | 2e       | 4 x 100 m | 40 s 2      |

### Records
| Épreuve    | Performance | Lieu       | Date             |
| ---------- | ----------- | ---------- | ---------------- |
| 100 yards  | 9 s 8       | Carshalton | 22 août 1959     |
| 100 mètres | 10 s 7      | Birmingham | 3 octobre 1959   |
| 220 yards  | 22 s 0      | White City | 13 juillet 1956  |
| 220 yards  | 22 s 0      | Brighton   | 25 août 1959     |
| 440 yards  | 52 s 0      |            | 5 septembre 1959 |